# خوليو روتشا لوبيز
خوليو روتشا لوبيز (بالإسبانية: Julio Rocha)‏ هو مسؤول رياضي نيكاراغوي، ولد في 12 أكتوبر 1950 في ديريامبا في نيكاراغوا، وتوفي في 13 يناير 2018 في ميامي في الولايات المتحدة بسبب سرطان.